# Akaflieg München
Le Groupe spécial sur les techniques de vol de l'École Technique Supérieure de Munich (Flugtechnische Fachgruppe an der Technischen Hochschule München) a été fondé en 1924. Le plus célèbre de ses membres fut Egon Scheibe (de), concepteur de nombreux planeurs à succès, dont le Bergfalke. Scheibe créa l’École Munichoise, caractérisée par des planeurs de construction mixte, fuselage en tubes d’acier et voilure en bois, l’ensemble étant entoilé. La Section Aéronautique Universitaire de Munich a été recréée après la Seconde Guerre mondiale sous l'appellation Akaflieg München.

## Réalisations
(septembre 2008).
- Akaflieg München Mü-1 Vogel Roch : planeur monoplace de type parasol à coque d’hydravion qui fut testé sur le lac Ammersee en 1924, tracté par un bateau à moteur pour le lancement.
- Akaflieg München Mü-2 Münchner Kindl : planeur monoplace, monoplan à aile haute cantilever de 15 m d’envergure composée d’un plan central rectangulaire à profil épais externes trapézoïdaux. Participant en 1926 au concours vélivole de la Röhn, il fut accidenté et modifié pour les épreuves de 1927, remportant cette fois le prix d’altitude (205 m) et le prix de durée (1,39 heures).
- Akaflieg München Mü-3 Kakadu : planeur monoplace de compétition. Ce fin monoplan à aile haute cantilever de 20 m d’envergure dessiné par le Dr August Kupper fut réalisé pour participer au concours de la Röhn de 1928, mais vola tout au long des années 1930.
- Akaflieg München Mü-4 München : petit planeur d’école réalisé en 1927 pour tenir permettre d’entrainer un nombre grandissant de membres de l’Akaflieg. Monoplan à aile haute contreventée.
- Akaflieg München Mü-5 Wastl : planeur de type aile volante, le fuselage de forme ovoïde se trouvant sous la partie centrale de l’aile, ce qui devait limiter considérablement la vue du pilote. Les panneaux externes de voilure, dotés d’ailerons, affectaient un fort dièdre négatif. Premier planeur à porter la signature d’Egon Scheibe, cet appareil construit en 1930 n’a jamais tenu l’air plus de 15 secondes. Il fut détruit sur accident.
- Akaflieg München Mü-6 : la réalisation de ce planeur débuta en 1931 sous la direction d’Egon Scheibe et Viktor Urban. Monoplan à aile haute cantilever en bois et toile, ce monoplan totalisait 23 heures de vol en août 1934, dont un vol de 105 km effectué en 1933 par Egon Scheibe entre Munich et Ratisbonne.
- Akaflieg München Mü-7 : projet dû à Egon Scheibe en 1932 d’adaptation d’un fuselage classique de 4,3 m de long sur l’aile du Mû-5. Pas de réalisation.
- Akaflieg München Mü-8 : monoplace de sport.
- Akaflieg München Mü-9 : monoplan monomoteur sans queue dont la construction fut abandonnée en 1932 en raison des difficultés rencontrées avec le planeur Mü-5, dont la formule aérodynamique était identique.
- Akaflieg München Mü-10 Milan : premier planeur de l’École Munichoise, ce biplace en tandem dessiné par le Dipl.-Ing. Egon Scheibe avait un fuselage réalisé en tubes d’acier entoilés et une aile haute cantilever en bois dont le profil avait été étudié au sein de l’Akaflieg. Capable d’atteindre 290 km/h, mais affichant un taux de descente minimal de 0,65 m/s, ce planeur effectua ses premiers vols en 1934 et réalisa quelques performances remarquables, dont un vol Salzbourg-Fara d’Alpago (Italie), soit 195 km, en 1937. Après avoir séjourné durant toute la Seconde Guerre mondiale au Deutsches Museum, il fut récupéré en 1951 par l’Akaflieg, nouvellement constitué et qui avait besoin d’un biplace d’école. Remis en état de vol, le Milan survola à nouveau à plusieurs reprises les Alpes avant de regagner définitivement le Deutsches Museum.
- Akaflieg München Mü-11 Papagei : planeur léger monoplace d’école datant de 1935 et similaire au Schneider SG-38 (en), donc avec un pilote installé dans une courte nacelle suspendue sous une aile rectangulaire de faible allongement, l’empennage étant tenu par des tubes métalliques et le tout raidi à la corde à piano.
- Akaflieg München Mü-12 Kiwi : réalisé également en 1935, c’est un classique planeur monoplace, monoplan à aile haute contre-ventée.
- Akaflieg München Mü-13 Merlin : ce planeur monoplace à cabine fermée dessiné par Egon Scheibe en collaboration avec Kurt Schmidt partageait avec le Milan le mode de construction du fuselage (tubes d’acier soudés et entoilés) et un train d’atterrissage composé d’une roue ventrale semi-escamotable. La voilure haute cantilever réalisée en bois avec entoilage affichait un allongement de 15,8 pour une envergure de 16 m, le profil épais permettant des vitesses relativement élevées (125 km/h) mais une finesse de 28, ce qui en fait un des meilleurs planeurs des années 1930. Initialement deux prototypes furent construits, le Merlin, qui participa avec Hans Wiesenhöfer à la première compétition avec but déterminé organisée en Allemagne, et l‘Atalante destiné à Kurt Schmidt, qui participa à de nombreuses compétitions. L’Atalante réalisa en particulier un vol de la Wasserkuppe à Trèves, soit 252 km, le plus long vol avec objectif déterminé alors réalisé en Allemagne.
  - Mü-13D : version de série produite à Donaueschingen par Schwarzwald-Flugzeugbau Wilhelm Jehle.
  - Mü 13E : version biplace qui donnera naissance au Bergfalke.
  - Mü-13M Motormerlin : motoplaneur réalisé en 1937 en montant un moteur Köcher-Kröber M4 de 18 ch à l’avant du planeur Mü-13.
- Akaflieg München Mü-14 : Dérivé du Mü-8
- Akaflieg München Mü-15 : planeur biplace dérivé du Mü-10 Milan, qui prit l’air en 1940 à Salzbourg. Ce monoplan à aile haute de 45 m d’envergure était équipé pour le vol sans visibilité totalisait 45 heures de vol en novembre 1941, mais ne semble pas avoir volé après cette date.
- Akaflieg München Mü-16 : ce projet datant de 1938 devait amener à la réalisation d’un planeur de 25 m d’envergure offrait une finesse de 50, le taux de chute étant calculé à 0,4 m/s à 52 km/h. Disposant d’une pointe avant éjectable et d’aérofreins montés sur les flancs du fuselage, l’appareil ne fut pas construit en raison de la guerre.
- Akaflieg München Mü-17 Merle : planeur monoplace de 15 m d’envergure construit dans le cadre d’un concours destiné à fournir un planeur de compétition pour les Jeux olympiques de 1940 qui devaient se dérouler en Finlande. Comme ses concurrents FVA-13 Olympia-Jolle et DFS Olympia Meise, deux prototypes furent construits, le second étant envoyé en février 1939 à Rome pour être soumis à la commission olympique. Il se classa second, derrière le DFS Olympia Meise. Une soixantaine de Mü-17 furent cependant construits pour les clubs vélivoles allemands, et si aucun de ces appareils n’a survécu à la Seconde Guerre mondiale, un Mü-17 [D-1740] fut reconstruit en 1961 à l’Akaflieg München. Il vole toujours en 2007 comme planeur de perfectionnement.
- Akaflieg München Mü-18 Messkrähe : Planeur destiné à des recherches sur les profils réalisé en 1942 sur une demande du RLM. L'Akaflieg München réalisa le fuselage, les Akaflieg Chemnitz et Göttingen différentes voilures. Jugé secondaire en raison des conditions militaires du moment, le programme fut rapidement abandonné.
- Akaflieg München Mü-19 : projet de motoplaneur dérivé du Mü-17 développé en 1942 et naturellement jamais construit.
- Akaflieg München Mü-20 : évolution du Mü-15, dont le prototype, en construction, fut détruit dans son hangar en 1942.
- Akaflieg München Mü-21 : projet de planeur d’entrainement destiné à tester la position allongé du pilote dans le cadre du programme Mü-16.
- Akaflieg München Mü-22a : 1954
  - Akaflieg München Mü-22b : 1964
- Akaflieg München Mü-23 Saurier : 1959
- Akaflieg München Mü-24 Milan II : projet non mené à terme d’une version modernisée du Mü-10 Milan qui fut étudié en 1959.
- Akaflieg München Mü-25 : projet resté inachevé d’un planeur de 17 m d’envergure dopté de pièges de couche limite.
- Akaflieg München Mü-26 : mis à l’étude comme Mü-22d, ce planeur monoplace de recherche est une évolution du Mü-22, dont il conserve l’empennage en V et la voilure en bois, mais avec un fuselage entièrement nouveau, réalisé en fibre de verre, le pilote occupant une position très allongée sous une verrière sans décrochement. Le prototype prit l’air en juillet 1971 à Oberpfaffenhofen. Accidenté en 1984, il a été remis en état de vol en 1987 et baptisé Zuhause.
- Akaflieg München Mü-27 : planeur biplace dont le premier vol eut lieu le 24 janvier 1979. La voilure de 22 m d’envergure a une surface variant de 17,6 à 23,9 m2 grâce à un bord de fuite réglable en vol. C’est aussi probablement le plus lourd planeur biplace au monde, avec une masse maximale autorisée de 900 kg. Construit en aluminium et fibre de verre, il fait régulièrement l’objet de modifications.
- Akaflieg München Mü-28 : planeur monoplace de voltige de classe libre dont le premier vol a eu lieu le 8 aoüt 1983. Avec un facteur de charge de +/-10, cet appareil de 315 kg construit en fibre de verre s’est classé honorablement dans de nombreuses compétitions allemandes et internationales, en particulier une troisième place aux Championnats du monde à Bielsko-Biala, en Pologne, en 1987.
- Akaflieg München Mü-29 : étude en 1985 d’un planeur non construit.
- Akaflieg München Mü 30 Schlacro : monomoteur de voltige aérienne.
- Akaflieg München Mü-31 : planeur monoplace de compétition de 15 m en cours de développement, utilisant les panneaux externes de voilure d’un Alexander Schleicher ASW 27.